# Petrinjčica
A Petrinjčica (Petrinja és Petrinjica néven is ismert) egy patak Horvátországban, Szlavóniában. A Kulpa jobb oldali mellékvize.

## Leírása
A Petrinjčica a Zrinyi-hegység északi lejtőin, a Dikavac 584 méteres csúcs alatt ered, majd északi irányban folyva Petrinya határában ömlik a Kulpába. Hosszúsága 36 km, vízgyűjtő területe 150 km². A felső szakaszon a több patak vizét fogadja magába, így zajosabbá és gyorsabbá válik, hegyi patakra jellemző, sajátos tájat hozva létre. Folyásának ezen része rendkívül erdős és nincs mellette emberi település, ami egy jelentős földművelési és állattenyésztési tevékenység esetén szennyezéssel járna. 
Jabukovac település közelében, a 165 méteres magasságban folyásának középső szakaszára érkezik, amikor először találkozik lakott településekkel, a vasúttal, a Petrinyát Dvorral és Glinával összekötő úttal, az adriai olajvezeték nyomvonalával, bozótosokkal és letarolt, csupasz földekkel, valamint legelőkkel és szántókkal. Lassul az áramlása, majd áthalad a Tješnjak-szurdokon, ahol visszanyeri természetes megjelenését. A Hrastovica és Budičina közelében található keskeny szurdokot elhagyva az alsó folyására ér, ahol egy széles völgyben szabadon kanyarog, gyakran elöntve a környező mezőket. Itt 1912-ben egy 1910 méteres töltést építettek öt beton zuhogóval, az 1960-as években pedig a hídtól a torkolatig szabályozták. 

## Állatvilág
A Petrinjčica és vízgyűjtő területe gazdag természetvédelmi értéket képvisel, számos védett növény- és állatfajjal, valamint a mezozoikumból származó kövületekkel. A hegyvidéki folyókra jellemző húsz halfaj között számos védett faj él (pisztráng márna, balkáni márna, nyurga csík, pataki ingola, réti csík, balkáni csík, sebes pisztráng, dunai ingola, felpillantó küllő, pénzes pér, közönséges csík, menyhal és tarka géb).

## Fordítás
Ez a szócikk részben vagy egészben  a   Petrinjčica című horvát Wikipédia-szócikk ezen változatának fordításán alapul.  Az eredeti cikk szerkesztőit annak laptörténete sorolja fel. Ez a jelzés csupán a megfogalmazás eredetét és a szerzői jogokat jelzi, nem szolgál a cikkben szereplő információk forrásmegjelöléseként.